# Marcipa accentifera
Marcipa accentifera là một loài bướm đêm trong họ Erebidae.